# Bezirk Aloja
Der Bezirk Aloja (lettisch Alojas novads) war von 2009 bis 2021 ein Verwaltungsbezirk im Norden Lettlands an der Grenze zu Estland in der historischen Landschaft Vidzeme (Livland). Der Verwaltungssitz befand sich in Aloja. Seit 2021 gehört das Gebiet zum Bezirk Limbaži.

## Geographie
Der Bezirk hatte eine Fläche von 630,7 km². Durch das ländliche Gebiet, das im Norden an Estland grenzt, fließt die Salaca.

## Bevölkerung
4492 Einwohner lebten 2020 im Bezirk Aloja. Er umfasst zwei Kleinstädte und vier Gemeinden (pagasts):
- Aloja Stadt mit 1302 Einwohnern
- Aloja Land mit 905 Einwohnern
- Braslava mit 656 Einwohnern
- Brīvzemnieki mit 1023 Einwohnern
- Staicele Stadt mit 1078 Einwohnern
- Staicele Land mit 620 Einwohnern

## Herrenhäuser
- Ozolmuiža (Gemeinde Brīvzemnieki), Herrenhaus Lappier, erbaut im Stil des frühen Klassizismus am Ende des 18. Jahrhunderts für Graf George Johann von Mellin
- Puikule (Gemeinde Brīvzemnieki), Herrenhaus Puikeln, erbaut in den 1870er Jahren
- Rozēni (Landgemeinde Staicele), Herrenhaus Koddiak
- Ungurpils (Landgemeinde Aloja), Ruine des Herrenhauses Pürkeln
- Vīķi (Landgemeinde Staicele), Herrenhaus Zarnau, erbaut 1896

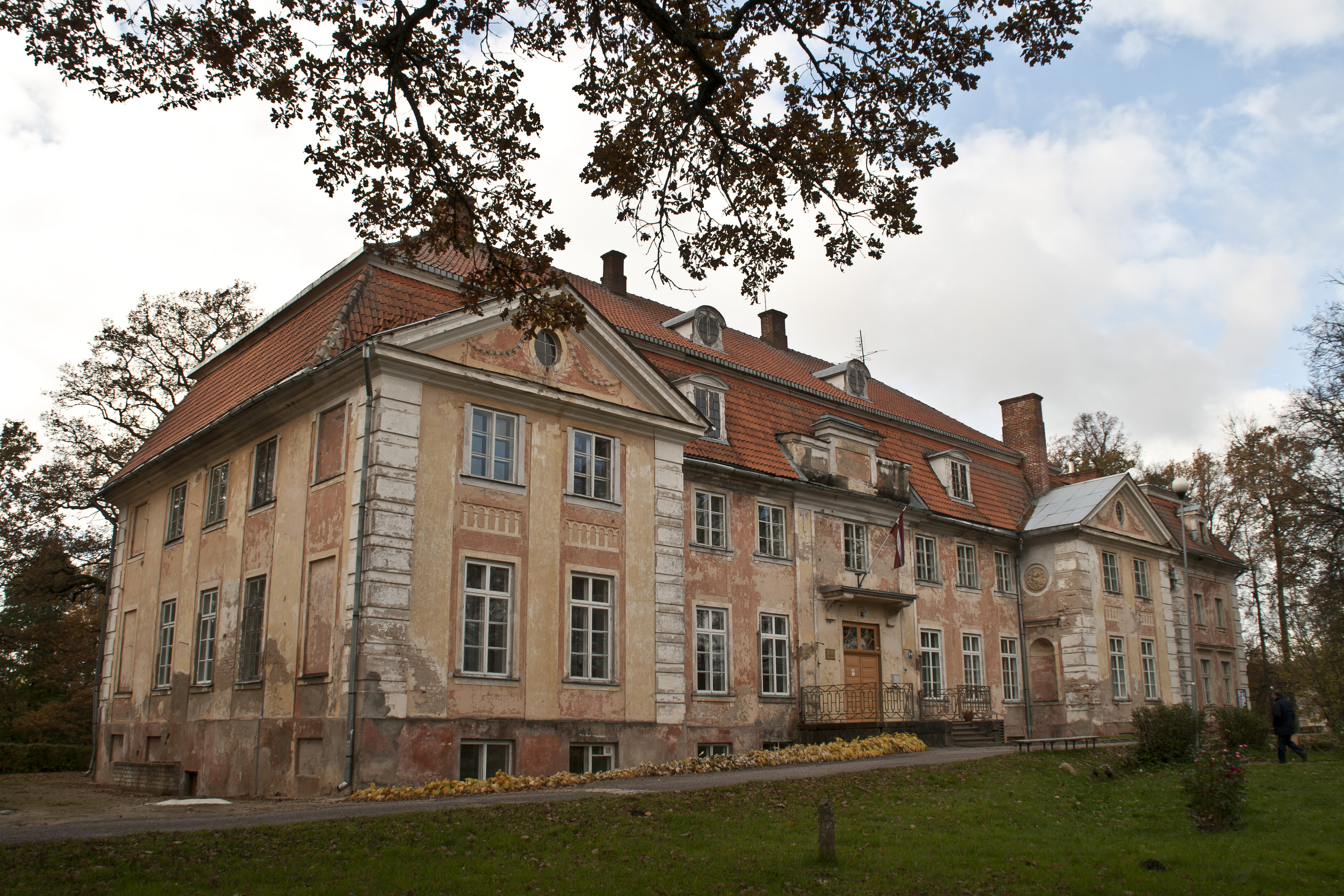
Herrenhaus Lappier in Ozolmuiža
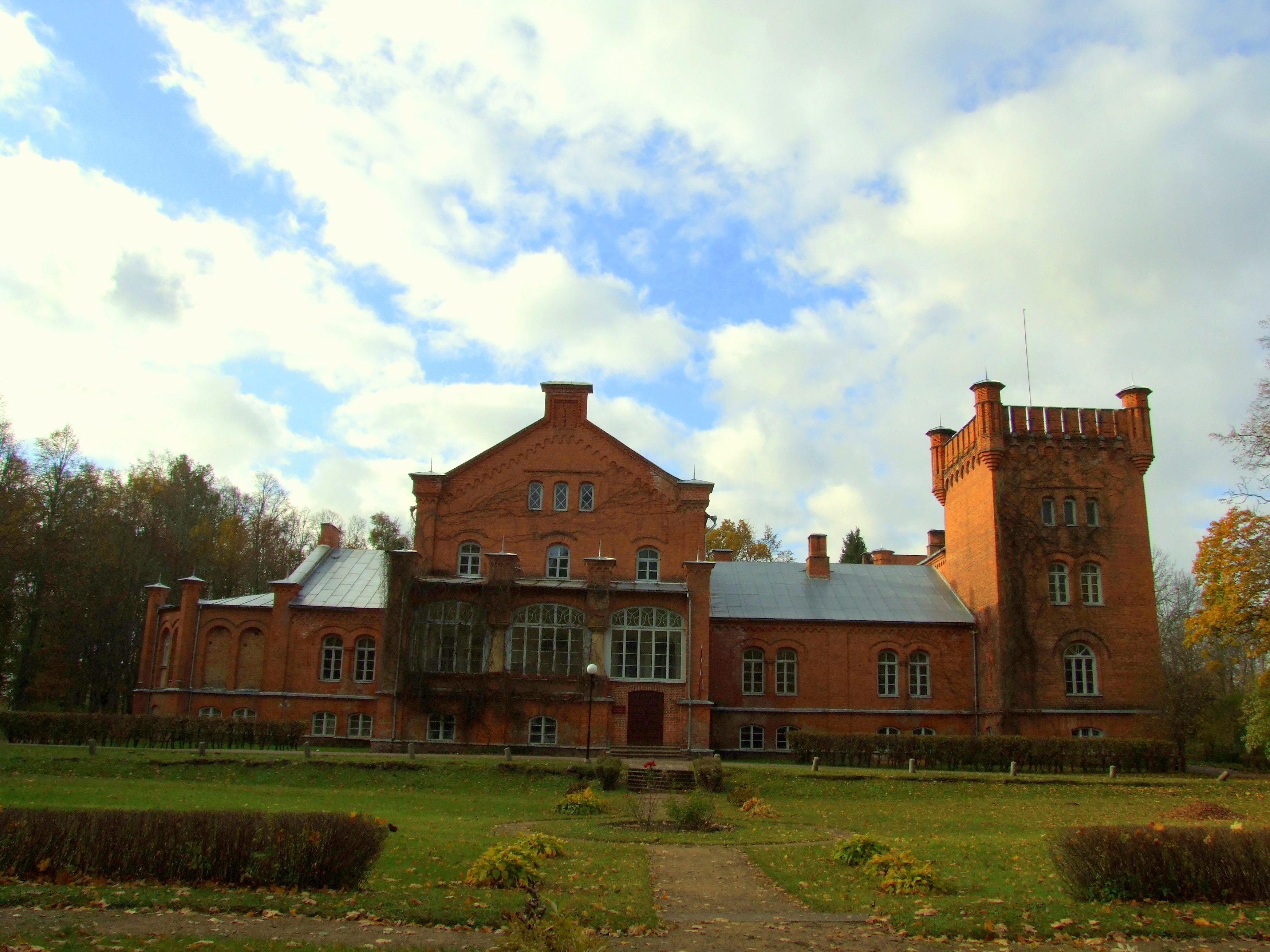
Herrenhaus Puikeln in Puikule
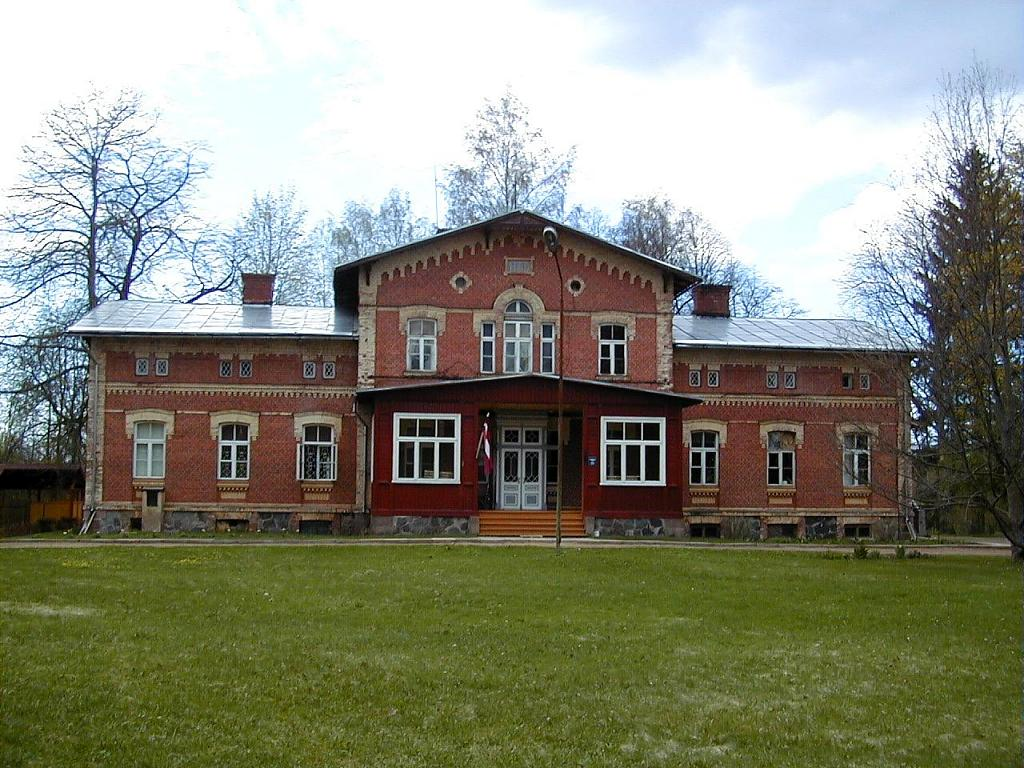
Herrenhaus Zarnau in Vīķi
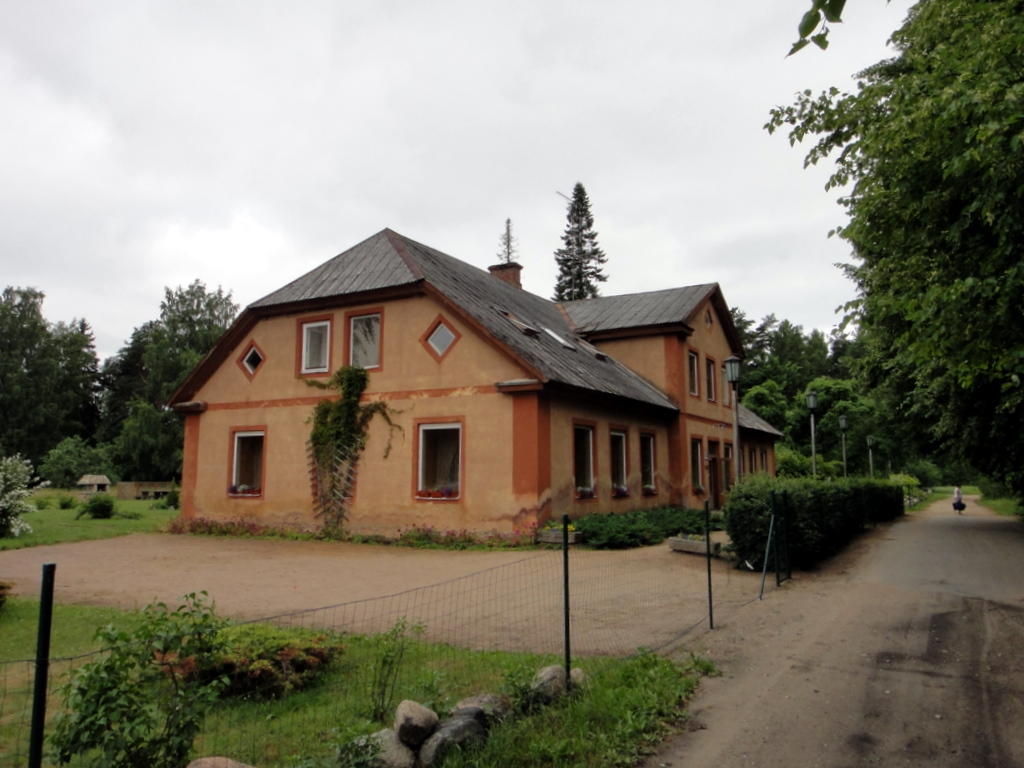
Herrenhaus Koddiak in Rozēni
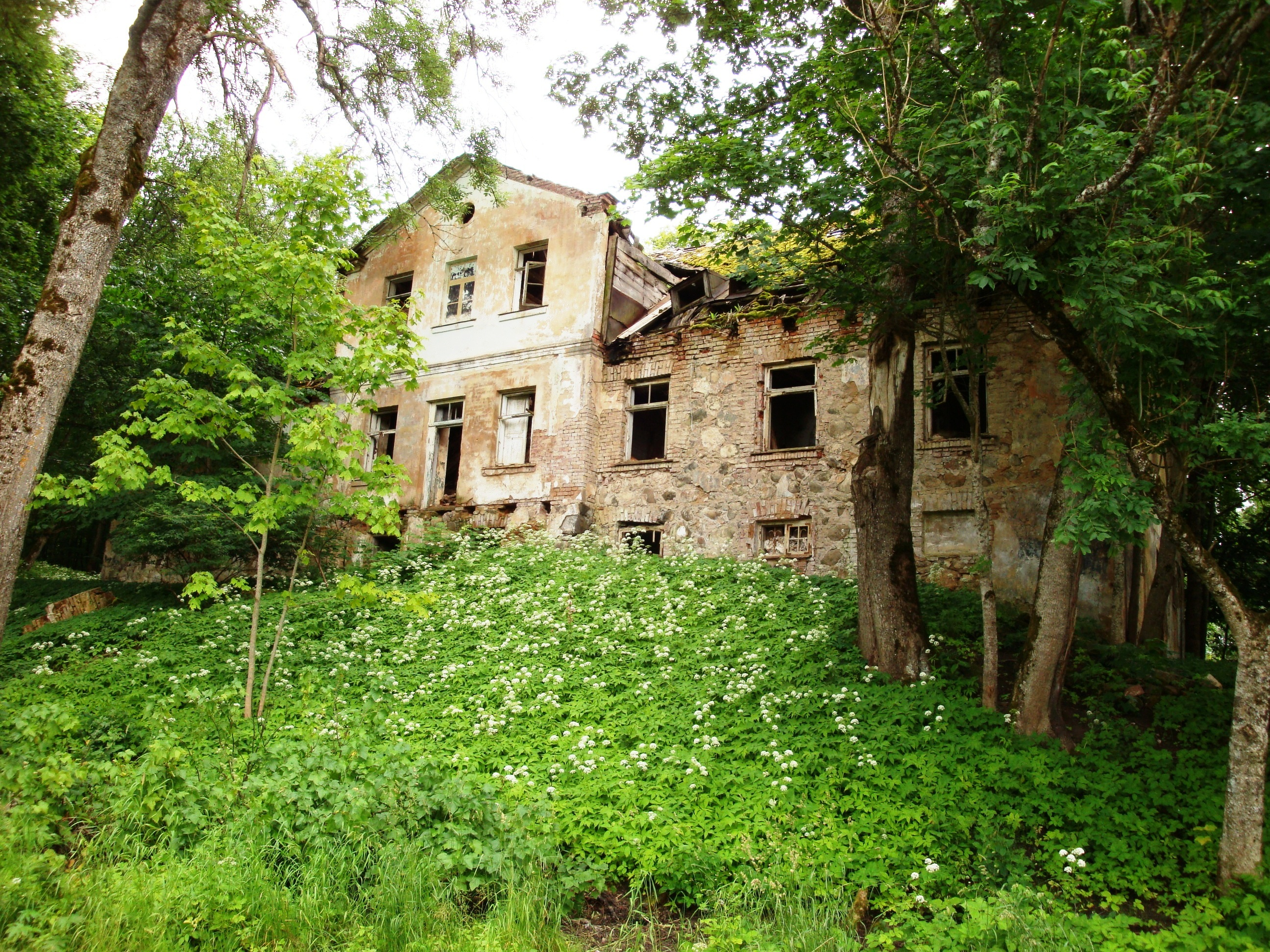
Ruine des Herrenhaus Pürkeln in Ungurpils